# Школа № 498
Средняя общеобразовательная школа № 622 с углублённым изучением предметов области «Искусство» — средняя общеобразовательная школа в Москве. С первой половины 2010-х — структурное подразделение школы № 498.

## История
Школа № 622 города Москвы была основана в 1937 году. Открылась 29 августа 1937 года в Таганском районе г. Москвы под № 622 по адресу: ул. Марксистская, д. 10. Изначально имела статус средняя школа, 23 класса и 815 учащихся.
В соответствии с Постановлением Совета Народных Комиссаров СССР № 789 от 16 июля 1943 года в городе вводится раздельная форма обучения, в связи с этим школе № 622 присвоен статус «Мужская средняя школа». В 1953 раздельное образование было упразднено. В 1960 школа реорганизована в среднюю восьмилетнюю общеобразовательную трудовую политехническую школу. В 1970 — получает статус школы-десятилетки. В 1980 название «трудовая политихническая» было упразднено.
С 1 сентября 1988 года школа работает по авторскому учебному плану как центр эстетического воспитания.
В 2007 году из-за аварийного состояния старого здания школы было принято решение о его закрытии. Решение о сносе старой школы вызвало неоднозначную реакцию. Проект нового здания стал победителем городского конкурса «Лучший реализованный проект в области инвестиций и строительства — 2009» в номинации «Школьные и дошкольные учреждения». 1 сентября 2009 года школа начала работать в новом здании. В школе есть хорошо оборудованный зрительный зал. Предусмотрены музыкальные классы, студия хореографии, кабинеты технического творчества, кабинет-студия изобразительного искусства. Для таких целей, как уроки ритмики, кружки по вязанию и флористике и т. п. здесь выделили сразу 12 кабинетов.